# Ano Internacional da Heliofísica
O Ano Heliofísico Internacional é um programa internacional de colaboração científica patrocinado pela ONU que tem como objetivo compreender os fatores externos que influenciam os ambientes planetários e os processos universais na física do sistema solar-terrestre-planetário-heliosférico. O AHI irá focar avanços no conhecimento de todos os aspectos da heliosfera e sua interação com o meio interestelar. Este esforço culminará com o "Ano Heliofísico Internacional" (AHI) em 2007-2008.
O termo "Heliofísico" foi cunhado especificamente para se referir a esta atividade de estudos das interdependências de todo o sistema solar-heliosférico-planetário. O conceito é uma ampliação do conceito expresso pelo termo "Geofísico," estendendo-se às conexões da Terra ao Sol e espaço interplanetário. No 50º aniversário do Ano Geofísico Internacional, as atividades do AHI 2007 irão somar sobre o sucesso do AGI 1957 através da continuação de seu legado de estudos dos aspectos sistêmicos do domínio heliofísico estendido.

## História
O AHI 2007 foi planejado para coincidir com o quinquagésimo aniversário do Ano Geofísico Internacional (AGI) de 1957-1958, um do programas científicos internacionais de maior sucesso de todos os tempos. O AGI foi um esforço de base ampla para fazer avançar as fronteiras da geofísica e resultou num tremendo progresso na física do espaço, das conexões entre Sol e Terra, da ciência planetária e da heliosfera em geral. A tradição de realizar anos científicos internacionais começou quase 125 antes com o primeiro Ano Polar Internacional e estudos científicos internacionais dos processos globais no Pólo Norte, em 1882-1883.
O AHI recebeu um apoio substancial da Organização das Nações Unidas (ONU), e de várias agências espaciais ao redor do mundo.

## Objetivos
O AHI tem três objetivos primários:
- Fazer avançar nossa compreensão dos Processos Heliofísicos que governam o Sol, Terra e Heliosfera
- Manter a tradição de pesquisa internacional e fazer avançar o legado do 50º aniversário do Ano Geofísico Internacional
- Demonstrar a beleza, relevância e significância das ciências da terra e ciências espaciais para o mundo

## Metas científicas
A equipe do AHI identificou, dentro dos objetivos primários, as seguintes metas científicas para 2007-2008:
1. Desenvolver a ciência básica da heliofísica através de estudos interdisciplinares de processos universais.
2. Determinar as respostas das magnetosferas e atmosferas terrestre e planetárias à estímulos externos.
3. Promover pesquisas sobre o sistema Sol-Heliosfera e as influências exportadas para o meio interestelar local - a nova fronteira.
4. Incentivar a cooperação científica internacional presente e futura no estudos dos fenômenos heliofísicos.
5. Comunicar os resultados científicos únicos do AHI para a comunidade científica e o público em geral.